# Владоміра
Владоміра (рум. Vladomira) — село у повіті Ясси в Румунії. Входить до складу комуни Тріфешть.
Село розташоване на відстані 350 км на північ від Бухареста, 29 км на північ від Ясс.

## Населення
За даними перепису населення 2002 року у селі проживали 260 осіб, усі — румуни. Усі жителі села рідною мовою назвали румунську.